# Pavel Srníček
Pavel Srníček (n. 10 martie 1968, Ostrava, Cehia – d. 29 decembrie 2015, Poruba⁠(d), Moravia-Silezia, Cehia) a fost un fotbalist profesionist ceh care a jucat pe postul de portar între 1990 și 2007, cel mai mult pentru Newcastle United. În plus, el a mai activat la echipele Sheffield Wednesday, Portsmouth și West Ham United în Anglia, și a jucat, de asemenea, în Italia pentru Brescia și Cosenza, în Portugalia pentru Beira-Mar și în țara sa natală pentru Banik Ostrava. După ce s-a retras, a lucrat ca antrenor cu portarii pentru propria școală privată și pentru Sparta Praga.
Srníček a jucat pe plan internațional pentru Cehia din 1994 până în 2001, strângând în total 49 de selecții. El a făcut parte din echipa care a terminat pe locul al doilea la UEFA Euro 96 și a fost prima alegere de portar în Cupa Confederației FIFA din 1997, când echipa sa a ajuns pe locul al treilea și a participat la UEFA Euro 2000.

## Cariera pe echipe

### Newcastle United
Srníček a jucat 30 de meciuri în Prima Ligă Cehoslovacă pentru Banik Ostrava, în perioada anilor 1989-1990 și 1990-1991. El a semnat pentru echipa engleză Newcastle United în ianuarie 1991 fiind adus la cererea antrenorului Jim Smith, contra sumei de 350.000 £, fiind unul dintre cei 23 de jucători aduși de Smith în cei doi ani și jumătate petrecuți la echipă. Smith a plecat la doar două luni după sosirea lui Srníček. Sub conducerea lui Ossvaldo Ardiles, Srníček a devenit titular în poarta lui Newcastle în fața lui John Burridge și Tommy Wright. Srníček a întâmpinat dificultăți în primele 15 meciuri din sezonul 1991-1992, primind 32 de goluri în acea perioadă, inclusiv șase într-un singur meci împotriva Tranmere Rovers. Ardiles l-a înlocuit pe Srníček cu Wright, iar în februarie 1992, clubul se afla pe penultimul loc în Divizia a doua. Acest lucru a condus la înlocuirea lui Ardiles cu Kevin Keegan, care a câștigat șapte din cele 16 meciuri rămase, cu echipa reușind să se salveze de la retrogradare, cu o victorie în deplasare împotriva lui Leicester City în ultima zi a sezonului. Clubul a început sezonul 1992-1993 în nou reformata a doua divizie a campionatului englez, câștigând în toate din primele 11 meciuri. Wright a pierdut locul său de titular în favoarea lui Srníček după 14 meciuri de campionat. La sfârșitul sezonului, primul sezon întreg al lui Keegan ca antrenor, clubul a promovat în Premier League cu 96 de puncte. În 1993 Newcastle l-a adus pe Mike Hooper de la Liverpool, care a concurat cu Srníček pentru poziția de portar.
În prima etapă a sezonului 1994-1995, Srníček a fost eliminat în victoria cu 3-1 împotriva lui Leicester City. O „gafă teribilă” a lui Srníček într-un meci din septembrie 1994 împotriva lui Liverpool i-a permis atacantului lui Liverpool, Ian Rush, să marcheze, întrerupând astfel începutul perfect al sezonului al lui Newcastle, meci în urma căruia Glenn Moore de la The Independent s-a întrebat dacă portarul va fi titular și în viitor.
În timpul suspendării din campionat a lui Srníček în 1995, fostul jucător al lui Reading, Shaka Hislop, și-a asumat poziția de portar al echipei. Mai târziu, accidentarea lui Hislop i-a permis lui Srníček să revină ca titular în prima echipă, fiind în formă. El a fost numit omul meciului într-un meci din decembrie 1995 împotriva lui Everton, echipa lui câștigând cu 1-0. În anii '90, Srníček a devenit jucătorul din străinătate care a jucat cel mai mult timp pentru Newcastle, depășind recordul deținut anterior de de frații chilieni George și Ted Robledo.
Srníček a jucat în Cupa UEFA, făcând o „paradă vitală” în fața lui Amara Traoré fără să primească gol, cu Newcastle învingând-o pe Metz 2-0 într-un meci din decembrie 1996 la Newcastle, în urma căruia s-a calificat pentru sferturile finale ale competiției.

### Banik și Sheffield Wednesday
Srníček s-a întors la Ostrava în 1998, jucând șase meciuri în Prima Ligă din Cehia pentru Baník.
A dat probe pentru cinci zile la Sheffield Wednesday în octombrie 1998, ajungând la club imediat după aceea. El și-a făcut debutul pentru clubul de pe St James 'Park într-o remiză scor 1-1 împotriva echipei fostei sale echipe Newcastle, înlocuindu-l pe portarul accidentat Kevin Pressman. La 18 decembrie 1999, într-un meci de campionat împotriva lui Aston Villa, Srníček a apărat două penaltiuri, unul de la Dion Dublin și unul executat de Paul Merson, cu toate acestea Sheffield a pierdut cu 2-1. A jucat pentru Wednesday pentru ultima dată în martie 2000, părăsind clubul în iunie 2000, mulțumită legii Bosman, după ce clubul a retrogradat din Premier League.

### Italia
Srníček a semnat un contract pe trei ani cu Brescia în iulie 2000. În timpul unui meci din noiembrie 2000 împotriva Regginei, Srníček a fost lovit cu o pocnitoare, ceea ce a dus la oprirea jocului. Alte obiecte au fost aruncate pe teren, inclusiv torțe și bețe în repetate rânduri, făcându-l pe arbitrul Pierluigi Collina să decidă abandonarea partidei.

### Întoarcerea în Anglia
Srníček a ajuns la nou promovata Portsmouth din Premier League, la 1 septembrie 2003, din postura de jucător liber de contract, fiind convins să se alăture acestei echipe de către Hilsop de la Newcastle și coechipierul său ceh Patrik Berger. El și-a făcut debutul pentru club  turul al patrulea tur al Cupei Ligii din South Coast Derby cu Southampton pe 3 decembrie, într-o înfrângere cu 2-0, și a debutat în campionat într-o remiză 0-0 cu Middlesbrough trei zile mai târziu.
După ce a ajuns a treia opțiune de portar, în urma lui Hislop și Harald Wapenaar, Srníček a fost împrumutat la echipa West Ham United, din prima divizie, timp de o lună pe 19 februarie 2004. După ce și-a făcut debutul împotriva rivalilor de la Millwall ca rezervă pentru Matthew Etherington la 21 martie 2004, într-o înfrângere cu 4-1, cunoscut sub numele de „Masacrul de Ziua Mamei”, de la The Den, ca urmare eliminării titularului pe postul de portar, Stephen Bywater, Srníček a semnat cu West Ham din postura de jucător liber de contract, valabil până la sfârșitul sezonului. A început două meciuri ca titular în absența lui Bywater, împotriva lui Derby și Crystal Palace, dar echipa a luat doar un punct din cele două jocuri. Nu a mai jucat niciun meci pentru West Ham și a părăsit clubul la sfârșitul sezonului.

### Portugalia
Srníček și-petrecut vara anului 2004 în probe la Coventry City și mai târziu la Opava. El a semnat în cele din urmă cu clubul portughez SC Beira-Mar, pentru care și-a făcut debutul în septembrie. Beira-Mar a terminat ultima în campionat și a fost retrogradată la sfârșitul sezonului 2004-2005.

### Al doilea împrumut la Newcastle
Srníček a revenit la Newcastle pe 29 septembrie 2006, semnând un contract pe termen scurt până la sfârșitul anului pentru a acoperi locul lăsat gol de Shay Given, care s-a accidentat. El a revenit pe teren la 23 decembrie, atunci când Newcastle a învins-o pe Tottenham Hotspur 3-1. El a intrat în locul lui Given, care a suferit o accidentare la inghinali în minutul 87, si a primit ovații din partea mulțimii publicului lui Newcastle. El a jucat în meciul lui Newcastle împotriva lui Bolton Wanderers care a avut loc trei zile mai târziu, fiind pentru prima dată titular de la revenire din octombrie 1997. După ce a jucat în două meciuri pentru Newcastle în perioada inițială a împrumutului de trei luni, contractul său a fost prelungit până la sfârșitul sezonului 2006-2007. Newcastle i-a reziliat contractul în mai 2007, după ce nu mai jucase în nicio partidă pentru club.

## La națională
Srníček a făcut parte din lotul Cehiei de la Euro 1996, dar a fost portarul de rezervă în urma lui Petr Kouba. După acest turneu, a jucat în 15 meciuri consecutiv pentru Cehia, devenind titular la națională. El a fost prima alegere la Cupa Confederațiilor FIFA din 1997, în care cehii au terminat pe al treilea.
Srníček a jucat în toate cele trei meciuri ale Cehiei la Euro 2000. El a făcut o serie de parade în meciul de deschidere al echipei sale împotriva Țărilor de Jos, deși nu a reușit să scoată șutul din penalty trimis de Frank De Boer în minutul 89, acesta fiind singurul gol al partidei.
Srníček s-a retras de la națională în noiembrie 2001, în urma eșecului țării sale de a se califica la Campionatul Mondial din 2002. El și-a terminat cariera internațională cu 49 de selecții între anii 1994 și 2001.

## Cariera de antrenor
Srníček a deschis o școală de portari în Cehia, oferind tinerilor din întreaga lume posibilitatea de a învăța din experiența sa. El a fost, de asemenea, implicat într-o serie de organizații caritabile.
La 4 ianuarie 2012, Sparta Praga a confirmat numirea lui Srníček în funcția de antrenor cu portarii.

## În afara fotbalului
Srníček a fost fiul unui tăietor de lemne. Și-a îndeplinit stagiul militar în cadrul Armatei Poporului din Cehoslovacia. În decembrie 2015, s-a întors la Tyneside pentru a-și promova autobiografia, Pavel este un Geordie.
El a suferit un stop cardiac în timp ce făcea jogging la 20 decembrie 2015 și a fost pus într-o comă indusă la un spital din Ostrava. Decesul a fost constatat nouă zile mai târziu, când a fost deconectat de la aparate din cauza unor leziuni cerebrale ireversibile. Înmormântarea lui Srníček a avut loc în orașul său natal, la 4 ianuarie 2016, la înmormântare au participat coechipierul Newcastle Steve Harper și coechipierul său ceh Pavel Nedvěd.